# Hanna Ferlin
Hanna Augusta Ferlin, född 1870, död 1947, var en svensk fotograf och rösträttskvinna. Hon var ordförande i lokalföreningen för Landsföreningen för kvinnans politiska rösträtt i Färgelanda, och dokumenterade sin hembygd i Dalsland i bild.

## Biografi
Hanna Augusta Ferlin föddes 1870. Fadern Johan Ferlin var prost i Färgelanda. Modern hette Sofia, född Söderqvist. I familjen fanns många syskon och Hanna Ferlin var yngst.
Under slutet av 1800- och början av 1900-talet var det vanligt att både kvinnor och män arbetade som fotografer. Hanna Ferlins yrkesbana började i Vänersborg där hon fick en tjänst som fotografbiträde hos Karl och Alfred Vikners fotoateljé, även känt under benämningen K. & A. fotoateljé. Under sina år i ateljén lärde Hanna Ferlin sig grunderna i fotokonst, framkallning och mörkrumsarbete. Arbetsplatsen låg på Kyrkogatan 17 i centrala Vänersborg. I ateljén träffade Hanna Ferlin bland annat diktaren Birger Sjöberg som var lärling i fotoateljén åren 1899–1900.
År 1904 flyttade Hanna Ferlin från Vänersborg tillbaka till Färgelanda. Den 16 juli 1904 etablerade hon en firma i sitt eget namn och startade en egen fotoateljé. Hon fotograferade oftast porträtt, miljöer, byggnader, arbetsliv och sociala tillställningar i bygden. Vissa av bilderna blev sedan upptryckta som vykort.
Hanna Ferlin var också diktaren Nils Ferlins faster. Hanna Ferlin avled 1947 och gravsattes i Färgelanda.

## Rösträttsfrågan
Hanna Ferlin var engagerad i rösträttsfrågan och var ordförande i Föreningen för kvinnans politiska rösträtt (FKPR) i Färgelanda. Detta förbund var den lokala sektionen av Landsföreningen för Kvinnans Politiska Rösträtt (LKPR). Hon avsade sig senare ordförandeskapet för att flytta till USA. År 1913 emigrerade Hanna Ferlin för att sju år senare återvända till Sverige igen. Ett av skälen till att hon begav sig till USA sägs ha varit en ilska över att kvinnor i Sverige saknade rösträtt. När Hanna Ferlin kom tillbaka hade även kvinnor i Sverige fått rösträtt. Hon öppnade återigen en fotoateljé i sina hemtrakter.